# Livio La Padula
Livio La Padula (ur. 20 listopada 1985 w Vico Equense) – włoski wioślarz.

## Osiągnięcia
- Mistrzostwa świata juniorów – Duisburg 2001 – czwórka bez sternika – 6. miejsce.
- Mistrzostwa świata juniorów – Troki 2002 – czwórka bez sternika – 3. miejsce.
- Mistrzostwa świata juniorów – Ateny 2003 – dwójka bez sternika – 4. miejsce.
- Mistrzostwa świata U-23 – Hazewinkel 2006 – czwórka bez sternika wagi lekkiej – 1. miejsce.
- Mistrzostwa świata – Eton 2006 – ósemka ze sternikiem wagi lekkiej – 1. miejsce.
- Mistrzostwa świata U-23 – Glasgow 2007 – czwórka bez sternika wagi lekkiej – 5. miejsce.
- Mistrzostwa świata – Monachium 2007 – ósemka wagi lekkiej – 3. miejsce.
- Mistrzostwa świata – Linz 2008 – ósemka wagi lekkiej – 4. miejsce.
- Mistrzostwa świata – Poznań 2009 – ósemka wagi lekkiej – 1. miejsce.
- Mistrzostwa Europy – Montemor-o-Velho 2010 – ósemka wagi lekkiej – 1. miejsce.
- Mistrzostwa świata – Karapiro 2010 – ósemka ze sternikiem wagi lekkiej – 3. miejsce
- Mistrzostwa świata – Bled 2011 – ósemka ze sternikiem wagi lekkiej – 2. miejsce
- Mistrzostwa świata – Amsterdam 2014 – ósemka ze sternikiem wagi lekkiej – 2. miejsce